# Laure Pillay
Laure Pillay (16 tháng 3 năm 1917 – 19 tháng 7 năm 2017) là một luật sư và luật gia người Mauritius, là luật sư nữ đầu tiên và thẩm phán nữ đầu tiên của nước này.

## Tuổi trẻ
Laure Venchard sinh ngày 16 tháng 3 năm 1917, mặc dù đến ngày 20 tháng 4 mới đăng ký khai sinh. Cô là con cả trong gia đình có mười một đứa con. Anh trai cô, Edwin, sau này trở thành Tổng cố vấn pháp luật. Cô hoàn thành chương trình tiểu học và trung học ở Mauritius, sau đó đến London vào năm 1938 để học y khoa tại Bệnh viện miễn phí Hoàng gia. Khi Thế chiến II nổ ra, cô rời bỏ việc học để làm việc tại Bộ Ngoại giao cho đến năm 1945.

## Công việc
Pillay trở về Mauritius sau khi chiến tranh kết thúc và làm giáo viên dạy ngôn ngữ tại trường Bhujoharry ở Port Louis trước khi quay lại học luật. Cô được nhận vào Lincoln's Inn và Mauritius bar năm 1955, cô là nữ luật sư đầu tiên ở Mauritius.
Pillay là người ủng hộ quyền của phụ nữ và đại diện cho Mauritius tại các hội thảo về vai trò của phụ nữ ở Châu Phi tại Addis Ababa và Berlin. Cô là một nhà nữ quyền và ủng hộ các nạn nhân nữ của bạo lực gia đình, cũng như xử lý nhiều vụ ly hôn.
Pillay được bổ nhiệm làm thẩm phán vào ngày 31 tháng 3 năm 1967, tham gia các phiên tòa ở Port Louis, Mapou và Flacq, biến cô thành nữ thẩm phán đầu tiên của đất nước. Sau đó, cô được bổ nhiệm làm Thẩm phán cao cấp, trước khi trở lại hành nghề tư nhân.
Pillay là thành viên sáng lập của Hiệp hội kế hoạch hóa gia đình Mauritius. Năm 1986, cô được chính phủ chỉ định vào ban điều tra về ma túy. Vào những năm 1990, cô là giám định viên của Ủy ban Quan hệ Công nghiệp.

## Cuộc sống cá nhân
Pillay kết hôn vào năm 1943 với Rabindra Pillay, một quân nhân trong Không quân Hoàng gia. Cô có ba đứa con, sinh năm 1944, 1946 và 1960, năm đứa cháu và bảy đứa chắt. Chồng bà chết năm 1992.
Pillay tổ chức sinh nhật lần thứ 100 vào tháng 4 năm 2017 và là thành viên lớn tuổi nhất trong ngành luật của đất nước. Cô mất vào ngày 19 tháng 7 năm 2017.